# Gmina Korycin
Die Gmina Korycin ist eine Landgemeinde im Powiat Sokólski der Woiwodschaft Podlachien in Polen. Ihr Sitz ist das gleichnamige Dorf (litauisch Koricinas) mit mehr als 500 Einwohnern.

## Gliederung
Zur Landgemeinde Korycin gehören 32 Dörfer mit einem Schulzenamt: 
- Aulakowszczyzna
- Białystoczek
- Bombla
- Borek
- Brody
- Czarlona
- Długi Ług
- Dzięciołówka
- Gorszczyzna
- Krukowszczyzna
- Kumiała
- Laskowszczyzna
- Łomy
- Łosiniec
- Mielewszczyzna
- Mielniki
- Nowinka
- Olszynka
- Ostra Góra
- Popiołówka
- Przesławka
- Romaszkówka
- Rudka
- Rykaczewo
- Skindzierz
- Stok
- Szaciłówka
- Szumowo
- Wojtachy
- Wyłudki
- Wyłudy
- Wysiółki
- Wysokie
- Zabrodzie
- Zagórze
- Zakale
- Zastocze

## Persönlichkeiten
- Łukasz Buzun (* 1968), römisch-katholischer Geistlicher; geboren in Korycin.